# ジルコニア
ジルコニア（化学式：ZrO2）とは、ジルコニウムの酸化物、二酸化ジルコニウムの事である。常態では白色の固体として存在する。常圧での融点が2700 ℃と高いため、耐熱性セラミックスの材料として利用されている。また、透明でダイヤモンドに似て高い屈折率を有するため模造ダイヤモンドとも呼ばれ、宝飾品としても用いられている。
天然にはバッデレイ石として産出する。

## 結晶構造と機械的性質
ジルコニアは室温では単斜晶系だが、1170 ℃で正方晶、2370 ℃で立方晶へと、結晶構造が相転移する。この相転移は体積変化を伴うため、焼結体は昇降温を繰り返すことによって破壊に至る。特に単斜晶から正方晶への相転移では、約4パーセントの体積収縮が見られる。
ジルコニアに酸化カルシウムや酸化マグネシウム、あるいは酸化イットリウムなどの希土類酸化物を固溶させると、構造中に酸素空孔 (Vacancy) が形成され、立方晶および正方晶が室温でも安定、または準安定となり、昇降温による破壊を抑制できる。このような酸化物（安定化剤と呼ぶ）を添加したジルコニアを、安定化ジルコニア（stabilized zirconia）または部分安定化ジルコニア（partially stabilized zirconia）と呼ぶ。

## 安定化ジルコニア
安定化ジルコニアは、酸化物無添加のジルコニアに比べて、強度、及び靭性などの機械的特性に優れる。これは、破壊の原因となる亀裂の伝播を正方晶から単斜晶への相変態によって阻害し、亀裂先端への応力の集中を緩和するからである。この特異なメカニズムを「応力誘起相変態強化機構」と言い、最大で正方晶の約40パーセントが単斜晶に変態する。また、変態を完全に抑制した完全安定化ジルコニアよりも、添加剤の量を減らしてわずかに変態出来るようにした、部分安定化ジルコニアの方が機械的特性に優れることが知られている。
安定化ジルコニア（特にイットリア安定化ジルコニア (YSZ)）はイオン伝導性に優れており、高温で固体電解質となり、燃料電池や酸素センサの材料として用いられる。また近年、金属に変わる差し歯やブリッジの歯科治療材料としても着目されている。
ラドーに代表される、腕時計のケース・ブレスレットの原料としても着目されているが、加工成型、着色などに独自のノウハウを必要とするため採用するメーカーは少なく、高額なものが多い。

## 立方晶ジルコニア
ジルコニアにイットリウム、カルシウム、マグネシウム、ハフニウムなどを、4パーセントから15パーセント程度添加した安定化ジルコニアは、立方晶安定化ジルコニア、あるいは単に立方晶ジルコニア (cubic zirconia, CZ) と呼ばれる。
立方晶ジルコニアは、モース硬度が8から8.5とコランダム（サファイヤ、ルビー）に次いで硬く、また、ダイヤモンドと同程度の高い屈折率を持つため、宝飾品に用いる。
当初は「模造ダイヤモンド」と呼ばれていた。1カラット当たり1ドル以下と安価で、比較的大型の結晶も得られ、金属元素の添加で赤、橙、青、緑、ピンク、琥珀色など様々な色のCZが得られる。